# Mount Charlton
Mount Charlton är ett berg i Kanada.   Det ligger i provinsen Alberta, i den centrala delen av landet, 3 100 km väster om huvudstaden Ottawa. Toppen på Mount Charlton är 2 541 meter över havet.
Terrängen runt Mount Charlton är bergig österut, men västerut är den kuperad. Trakten runt Mount Charlton är nära nog obefolkad, med mindre än två invånare per kvadratkilometer.. Det finns inga samhällen i närheten.
Trakten runt Mount Charlton består i huvudsak av gräsmarker.